# Silverlake Stadium
Il Silverlake Stadium è un impianto calcistico situato a Eastleigh, Inghilterra, che ospita le partite interne dell'Eastleigh F.C.
L'impianto, nel corso della sua storia, ha avuto anche i nomi di Ten Acres e Sparshatts Stadium, mentre la denominazione corrente deriva dagli sponsor. A livello di strutture è stata realizzata una nuova tribuna nel 2004, assai ben posizionata rispetto al campo di gioco. Lo stadio può ospitare 5192 spettatori ed ha 2700 posti a sedere.